# Heraclia discosticta
Heraclia discosticta là một loài bướm đêm trong họ Noctuidae.